# Söre göl
Söre göl är en sjö i Tingsryds kommun i Småland och ingår i Mieåns huvudavrinningsområde.